# Maria di Valois (duchessa di Bar)
Maria di Valois (Saint-Germain-en-Laye, 18 settembre 1344 – 15 ottobre 1404) è stata una principessa francese e duchessa consorte di Bar.

## Origine
Maria di Francia o di Valois era figlia del duca di Normandia, conte d'Angiò e Maine, conte di Poitiers e duca di Aquitania e re di Francia, Giovanni II di Francia e della sua prima moglie, Bona di Lussemburgo, battezzata Jutta (Jitka in ceco), che era la figlia del re di Boemia, conte di Lussemburgo e re titolare di Polonia, Giovanni I di Lussemburgo e di Elisabetta di Boemia, figlia del re di Boemia, Venceslao II e di Guta d'Asburgo. Bona di Lussemburgo era la sorella dell'imperatore Carlo IV del Sacro Romano Impero.
Giovanni II di Francia, detto il Buono era figlio del re di Francia Filippo VI e di Giovanna di Borgogna..

## Biografia
Maria era presente all'incoronazione a re di Francia di suo fratello Carlo V, nel 1364, il 19 maggio nella cattedrale di Reims, come ci narra la Chronique des règnes de Jean II et de Charles V, Tome II; tra gli altri notabili era presente anche il marchese di Pont-à-Mousson e primo duca di Bar, Roberto; il contratto di matrimonio tra Maria e Roberto fu siglato il 4 giugno 1364, ed il 5 ottobre di quello stesso anno fu celebrato il matrimonio con Roberto I di Bar, che, secondo l'estratto della corte del Parlamento, datato 1353 della Histoire généalogique de la maison royale de Dreux (Paris), Luxembourg, Preuves de l'histoire de la maison de Bar-le Duc era il figlio maschio primogenito del Conte di Bar, di Mousson, Enrico IV e della moglie, Yolanda di Dampierre, che era figlia di Roberto († 1331), signore di Marle e Cassel e di Giovanna di Bretagne; Yolanda era nipote di Roberto III, conte di Flandre, di Iolanda di Borgogna-Nevers, contessa di Nevers, e d'Arturo II, duca di Bretagna, et de Iolanda, contessa di Montfort.
Maria morì il 15 ottobre 1404, come da estratto della Histoire Latine du Roy Charles VI, datato 1404 della Histoire généalogique de la maison royale de Dreux (Paris), Luxembourg, Preuves de l'histoire de la maison de Bar-le Duc. Fu sepolta a Bar-le-Duc, nella chiesa di Saint-Maxe.

## Figli
Maria a Roberto diede undici figli::
- Iolanda[8] (1365 - 1431), che sposò Giovanni I d'Aragona[11]
- Enrico (1367circa - ottobre 1397), morto a Treviso a seguito della Battaglia di Nicopoli[8]
- Filippo (1372-1396), morto in prigione a seguito della Battaglia di Nicopoli[8]
- Carlo (1373-1392), che fece testamento nel 1386[12].
- Edoardo, († 1415), marchese di Pont-à-Mousson[13] e duca di Bar, che rimase ucciso alla Battaglia di Agincourt
- Maria (1374- 1393), andata sposa nel 1384 a Guglielmo, marchese di Namur (1355 - 1418)
- Luigi[8] († 1430), vescovo e pseudocardinale, marchese di Pont-à-Mousson e duca di Bar
- Yolanda († 1421), sposò Adolfo, duca di Jülich-Berg
- Giovanni (1380-21 ottobre 1415), anch'egli morì ad Agincourt
- Bona († dopo il 1400), sposò Valerano III di Lussemburgo-Ligny[14]
- Giovanna († 1402), sposò Teodoro II del Monferrato;

## Ascendenza
|                           |                           |                           | Genitori               |  |  | Nonni |  |  | Bisnonni        |  |  | Trisnonni              |  |
|                           |                           |                           |                        |  |  |       |  |  | Carlo di Valois |  |  | Filippo III di Francia |  |
|                           |                           |                           |                        |  |  |       |  |  | Carlo di Valois |  |  | Filippo III di Francia |  |
|                           |                           | Isabella d'Aragona        |                        |  |  |       |  |  | Carlo di Valois |  |  |                        |  |
| Filippo VI di Francia     |                           |                           |                        |  |  |       |  |  | Carlo di Valois |  |  |                        |  |
|                           |                           | Margherita d'Angiò        | Carlo II d'Angiò       |  |  |       |  |  |                 |  |  |                        |  |
|                           |                           | Margherita d'Angiò        | Carlo II d'Angiò       |  |  |       |  |  |                 |  |  |                        |  |
|                           |                           | Margherita d'Angiò        | Maria d'Ungheria       |  |  |       |  |  |                 |  |  |                        |  |
| Giovanni II di Francia    |                           | Margherita d'Angiò        |                        |  |  |       |  |  |                 |  |  |                        |  |
|                           |                           | Roberto II di Borgogna    | Ugo IV di Borgogna     |  |  |       |  |  |                 |  |  |                        |  |
|                           |                           | Roberto II di Borgogna    | Ugo IV di Borgogna     |  |  |       |  |  |                 |  |  |                        |  |
|                           |                           | Roberto II di Borgogna    | Yolanda di Dreux       |  |  |       |  |  |                 |  |  |                        |  |
| Giovanna di Borgogna      |                           | Roberto II di Borgogna    |                        |  |  |       |  |  |                 |  |  |                        |  |
|                           |                           | Agnese di Francia         | Luigi IX di Francia    |  |  |       |  |  |                 |  |  |                        |  |
|                           |                           | Agnese di Francia         | Luigi IX di Francia    |  |  |       |  |  |                 |  |  |                        |  |
|                           |                           | Agnese di Francia         | Margherita di Provenza |  |  |       |  |  |                 |  |  |                        |  |
| Maria di Valois           |                           | Agnese di Francia         |                        |  |  |       |  |  |                 |  |  |                        |  |
|                           | Enrico VII di Lussemburgo | Enrico VI di Lussemburgo  |                        |  |  |       |  |  |                 |  |  |                        |  |
|                           | Enrico VII di Lussemburgo | Enrico VI di Lussemburgo  |                        |  |  |       |  |  |                 |  |  |                        |  |
|                           | Enrico VII di Lussemburgo | Beatrice d'Avesnes        |                        |  |  |       |  |  |                 |  |  |                        |  |
| Giovanni I di Lussemburgo | Enrico VII di Lussemburgo |                           |                        |  |  |       |  |  |                 |  |  |                        |  |
|                           |                           | Margherita di Lussemburgo | Giovanni I di Brabante |  |  |       |  |  |                 |  |  |                        |  |
|                           |                           | Margherita di Lussemburgo | Giovanni I di Brabante |  |  |       |  |  |                 |  |  |                        |  |
|                           |                           | Margherita di Lussemburgo | Margherita di Fiandra  |  |  |       |  |  |                 |  |  |                        |  |
| Bona di Lussemburgo       |                           | Margherita di Lussemburgo |                        |  |  |       |  |  |                 |  |  |                        |  |
|                           |                           | Venceslao II di Boemia    | Ottocaro II di Boemia  |  |  |       |  |  |                 |  |  |                        |  |
|                           |                           | Venceslao II di Boemia    | Ottocaro II di Boemia  |  |  |       |  |  |                 |  |  |                        |  |
|                           |                           | Venceslao II di Boemia    | Cunegonda di Kiev      |  |  |       |  |  |                 |  |  |                        |  |
| Elisabetta di Boemia      |                           | Venceslao II di Boemia    |                        |  |  |       |  |  |                 |  |  |                        |  |
|                           |                           | Giuditta di Asburgo       | Rodolfo I d'Asburgo    |  |  |       |  |  |                 |  |  |                        |  |
|                           |                           | Giuditta di Asburgo       | Rodolfo I d'Asburgo    |  |  |       |  |  |                 |  |  |                        |  |
|                           |                           | Giuditta di Asburgo       | Gertrude di Hohenberg  |  |  |       |  |  |                 |  |  |                        |  |
|                           |                           | Giuditta di Asburgo       |                        |  |  |       |  |  |                 |  |  |                        |  |